# 嚴吳嬋霞
嚴吳嬋霞，香港兒童文學作家，也是新雅文化事業有限公司董事總經理兼總編輯及香港親子閱讀書會會長。七十年代時遊學英美。她是香港出色的兒童文學作家，多年來不斷為香港的小讀者創作及翻譯兒童文學作品，其作品不少曾奪中港重要的文學獎項，如：《姓鄧的樹》便曾獲得上海陈伯吹儿童文学奖的優秀作品獎。此外，她又致力於出版優秀的兒童文學作品，推動香港兒童文學的發展。

## 著作列表
- 《魯迅與中國兒童文學的發展》
- 《兒童文學採英》

## 外部連結
- 嚴吳嬋霞作品列表（页面存档备份，存于）
- 香港兒童文學研究學會: 賞析─兒童文學採英: 嚴吳嬋霞